# پورتو سالگار
پورتو سالگار (انگلیسی: Puerto Salgar) نام شهری در کشور کلمبیا است.